# Vitis retordii
Vitis retordii — вид рослин з роду Виноград (Vitis).

## Поширення та середовище існування
Вид є ендемічним для Лаосу, В'єтнаму та Китаю (провінції: Гуандун, Гуансі, Гуйчжоу, Хайнань). Зростає у лісах, долинах, чагарниках й на схилах пагорбів, на висоті від 200 до 1000 метрів над рівнем моря.

## Опис
Рослина полігамно-дводомна. Гілки вальцяті, з поздовжніми гребенями. Листя просте. Прилистки коричневі, яйцеподібно-ланцетні, плівчасті, від 3 до 5 мм завдовжки та від 2 до 3 мм завширшки, майже голі. Черешок від 1,5 до 9 см завдовжки. Листкова пластинка овальна або яйцеподібно-еліптична, від 6 до 15 см завдовжки та від 4 до 11 см завширшки. Квітконіжка гола, від 1 до 1,5 мм. Бруньки обеліптичні, верхівка закруглена, розміром від 1,2 до 1,5 мм. Цвіте в травні. Плодоносить червня по липень.